# Il viaggio (film 1959)
Il viaggio (The Journey) è un film del 1959, diretto da Anatole Litvak.

## Trama
Ottobre 1956: la rivolta ungherese contro l'occupazione sovietica è nelle sue fasi finali, i militari dell'armata rossa dominano la città e l'aeroporto. L'ultimo volo civile verso Vienna viene annullato e un gruppo di passeggeri deve continuare il viaggio verso l'Occidente in autobus. Tra di essi ci sono un uomo d'affari giapponese, un ingegnere petrolifero americano, uno studente svizzero e un giornalista televisivo. Ma ad attirare l'attenzione sono un'attraente donna inglese, Lady Ashmore, e il suo compagno, un certo signor Flemyng, anch'egli di passaporto britannico.
Il lungo viaggio mette a dura prova i nervi dei passeggeri ma il pericolo li porta progressivamente ad essere più vicini. Solo Lady Ashmere e Mr. Flemyng restano appartati, per cui si sospetta che le loro carte non siano in ordine. Poco prima di raggiungere il confine ungherese, si incontra l'ennesimo posto di blocco russo. Il maggiore Surov, comandante di questa zona di confine, ordina la fermata dell'autobus e sospende il permesso di viaggio. Per due giorni i passeggeri dovranno alloggiare nell'unico albergo del posto.
Surov ha agito arbitrariamente ma è un uomo intelligente e pieno di dubbi sulla legittimità della sua missione militare così giustificata dalla propaganda sovietica. Nonostante ciò sottopone a duri interrogatori i suoi prigionieri. La situazione è esplosiva. A quanto pare il Maggiore ha un sospetto su Flemyng. Infatti, nella notte viene rivelato che la sua identità cela il rivoluzionario ungherese Paul Kedesh che sta cercando di scappare con l'aiuto di Lady Ashmore. Il gruppo si divide in due fazioni: i più vedono nella presenza Kedesh un pericolo. Surov, intanto, è attratto dalla bella donna inglese.
La situazione precipita quando Flemyng-Kedesh e Lady Ashmore tentano una fuga rocambolesca ma vengono bloccati da Surov. La mattina successiva il gruppo può ripartire, ma la destinazione non è Vienna, bensì Budapest. I viaggiatori, disperati, costringono Lady Ashmore a intercedere presso Surov sfruttando l'attrazione che egli prova per lei. Tuttavia, anche questo tentativo sembra inutile fino a che, alla partenza, Surov sorprendentemente va contro i suoi superiori e fa condurre tutti al confine austriaco, compresi Lady Ashmore e Kedesh. Per il momento, la riconciliazione umana ha trionfato sull'odio generale ma il colpo dall'arma di un rivoluzionario colpisce mortalmente il maggiore. Lady Ashmore porterà in ricordo le parole di commiato di Surov: "Non abbiamo avuto alcuna fiducia reciproca e non saremo mai in grado di fidarci di noi. Nessuno è da biasimare, ma siamo tutti colpevoli."

## Produzione
Il film venne prodotto dalla Alby Pictures.

## Distribuzione
Distribuito dalla Metro-Goldwyn-Mayer, il film venne presentato in prima a New York il 19 febbraio 1959.